# Храм во имя Животворящей Троицы (Расейняй)
Храм во имя Животворящей Троицы — храм Виленской и Литовской епархии Русской православной церкви в городе Расейняй в Литве. Храм расположен по адресу улица Витауто Диджёйо 12 (Vytauto Didžiojo g. 12).

## История
Первая православная церковь в Россиенах была построена в 1842 году и освящена в честь апостола Иоанна Богослова. В 1844 году храм стал центром прихода. Здание церкви быстро ветшало и в 1869 году старое деревянное здание было перенесено на православное кладбище и стала часовней. Она сгорела во время Великой Отечественной войны. Новый храм был построен в 1865—1870 годах на месте снесённого костёла. В межвоенные годы храм остался православным, несмотря на попытки католиков его конфисковать. В 1937 году в приходе числился 1321 верующий. В 1949 и 1956 годах церковь была отремонтирована. В 1957 году в приходе было 205 верующих. В 1996—1997 годах церковь была отремонтирована. В настоящее время Свято-Троицкий храм приписан к Кедайняйскому Преображенскому приходу.

## Архитектура
Храм выполнен в неовизантийском стиле с чертами необарокко. Иконостас создал мастер из Ковна Гирша Элияшевский. В 2018 году была отремонтирована колокольня.

## Галерея
- Церковь в 1930-е
- Общий вид.
- Внутренний вид храма